# Myotis moratellii
Myotis moratellii (нічниця Морателлі, або нічниця волохатонога) — вид рукокрилих ссавців з родини лиликових (Vespertilionidae). 

## Морфологічна характеристика
Це середнього розміру вид як для своєї групи видів (загальна довжина 76–89 мм); він морфологічно подібний до неотропічних побратимів, особливо M. armiensis, M. keaysi та M. riparius. Довжина передпліччя 35.9–38.2 мм, довжина хвоста 32–38 мм, довжина задньої ступні 6–8 мм, вага 5–7 грамів. Вуха порівняно короткі (довжина 12–13 мм). Козелок подовжений, з широкою основою і вужчою кінцевою половиною; передній край майже прямий, а кінчик закруглений. Зубна формула I 2/3, C 1/1, PM 3/3, M 3/3 (2x) = 38. Череп великий і міцний (найбільша довжина черепа 13.8–14.1 мм). Сагітальний гребінь присутній і варіюється від середнього до високого; присутні лямбдоподібні гребені, від середніх до високих. Мембрани коричневі. Плагіопагій з'єднаний із задніми лапами на рівні пальців широкою смугою перетинки; бахрома волосків на дистальній межі уропатагію відсутня. Дорсальна поверхня уропатагію густо вкрита шерстю. Волосяний покрив вовнистий і помірно довгий. Волоски на спині одноколірні та жовтуваті (від жостерово-коричневого до анілінового жовтого); черевне хутро двоколірне, з основою дрезденівсько-коричневою й кукурудзяно-жовтими кінчиками, загалом.

## Середовище проживання
M. moratellii обмежений західним узбережжям Еквадору, в низинних лісах, від рівня моря до ~150 м над рівнем моря. Вид має записи в екорегіоні тропічного мусону на фітогеографічних територіях сезонних сухих лісів Чоко провінцій Есмеральдас, Лос-Ріос і Гуаяс, а також у кліматичній області Тумбес тропічного широколистяного сухого лісу з чагарниковою рослинністю в провінції Ель Оро.

## Назва
Вид названо на честь доктора Рікардо Морателлі на знак визнання його видатного внеску в знання систематики та природної історії Chiroptera, особливо систематики неотропічних Myotis